# Pandémie de Covid-19 en Asie
 (avril 2021).
Cet article décrit les pays et territoires d'Asie touchés par le SARS-CoV-2 responsable de la pandémie de Covid-19 et les réponses à y apporter pour la première fois à Wuhan, en Chine. Il peut ne pas inclure toutes les réponses et mesures majeures contemporaines.
Au 17 mai 2022, au moins un cas de la Covid-19 avait été signalé dans tous les pays d'Asie à l'exception du Turkménistan.
Plusieurs pays d'Asie du Sud-Est ont connu une augmentation significative du nombre de cas à la suite d'un événement à Tabligh Akbar du 27 février au 1er mars dans une mosquée de Kuala Lumpur, où de nombreuses personnes auraient été infectées,. L'événement a réuni environ 16 000 participants, dont environ 1 500 de l'extérieur de la Malaisie. Les participants ont partagé de la nourriture, se sont assis les uns contre les autres et se sont tenu la main lors de l'événement. Selon les invités, les dirigeants de l'événement n'ont pas parlé des précautions à prendre avec la Covid-19, mais la plupart des participants se sont lavé les mains pendant l'événement. Les autorités malaisiennes ont été critiquées pour avoir permis à l'événement de se poursuivre.

## Propagation du virus

### Afghanistan

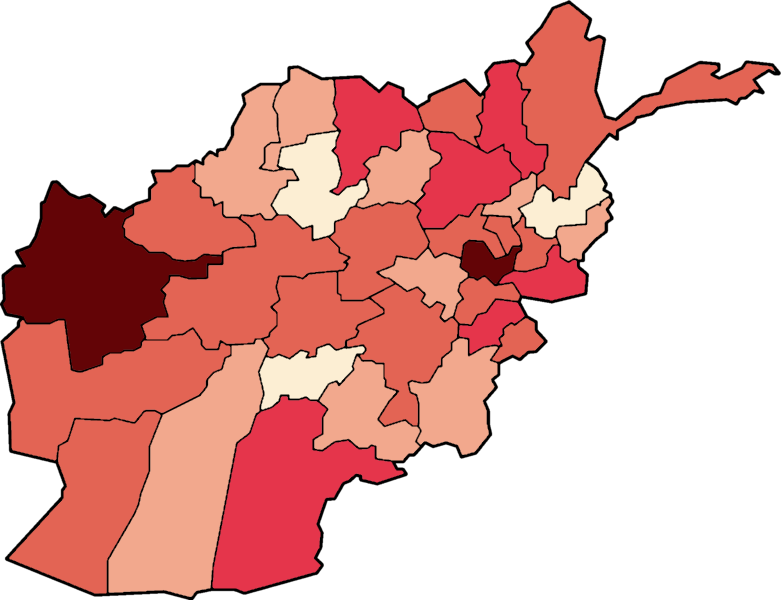
Carte de l’épidémie en Afghanistan.

Le 23 février 2020, au moins trois citoyens d'Herat récemment rentrés de Qom étaient soupçonnés d'infection à la Covid-19. Des échantillons de sang ont été envoyés à Kaboul pour des tests supplémentaires. L'Afghanistan a ensuite fermé sa frontière avec l'Iran.
Le 24 février, l'Afghanistan a confirmé le premier cas de Covid-19 impliquant l'une des trois personnes d'Herat, un homme de 35 ans dont le test de dépistage du SARS-CoV-2 était positif Le 7 mars, trois nouveaux cas ont été confirmés dans la province d'Herat. Le 10 mars, le premier cas signalé en dehors de la province de Herat se trouvait dans la province de Samangan, ce qui signifie qu'il y a maintenant cinq cas en Afghanistan.

### Arabie saoudite
Le 27 février, l'Arabie saoudite a annoncé la suspension temporaire de l'entrée des personnes souhaitant effectuer un pèlerinage de la Omra à La Mecque ou visiter la mosquée du Prophète à Médine, ainsi que des touristes. La règle a également été étendue aux visiteurs en provenance de pays où le SARS-CoV-2 représentait un risque.
Le 28 février, le ministre des Affaires étrangères de l'Arabie saoudite a annoncé la suspension temporaire de l'entrée des citoyens du Conseil de coopération du Golfe (CCG) à La Mecque et à Médine. Les citoyens du CCG qui étaient en Arabie saoudite depuis plus de 14 jours consécutifs et ne présentaient aucun symptôme de Covid-19 seraient exclus de cette règle.
L'Arabie saoudite a confirmé le premier cas le 2 mars, un ressortissant saoudien revenant d'Iran via Bahreïn.
Le jeudi 19 mars, l'Arabie saoudite a suspendu la tenue de prières quotidiennes et les prières hebdomadaires du vendredi à l'intérieur et à l'extérieur des murs des deux mosquées de La Mecque et de Médine pour limiter la propagation du coronavirus.
Vendredi, l'Arabie saoudite a annoncé qu'elle allait suspendre tous les vols intérieurs, les bus, les taxis et les trains pendant 14 jours en raison de l'épidémie mondiale de coronavirus.
Au jeudi 20 mars, 334 cas confirmés avaient été signalés en Arabie saoudite et huit cas avaient été récupérés. Aucun décès n'a été signalé.

### Arménie
L'Arménie a confirmé le premier cas de coronavirus dans la nuit du 29 février / tôt le matin du 1er mars, annonçant qu'un citoyen arménien de 29 ans était revenu d'Iran et avait été confirmé positif pour le virus. Sa femme a été testée et les résultats sont négatifs. Le Premier ministre Nikol Pashinyan a déclaré qu'il était « maintenant en bon état ». Une trentaine de personnes qui sont entrées en contact avec lui sont en cours de test et seront mises en quarantaine. L'Arménie avait auparavant fermé sa frontière avec l'Iran. Au 15 mars, il y avait 23 cas confirmés dont plus de 300 étaient en quarantaine,.

### Azerbaïdjan
Le 28 février, l'Azerbaïdjan a confirmé le premier cas d'un ressortissant russe, qui voyageait d'Iran. Deux autres cas ont été confirmés dans le pays et ils ont tous été isolés. Il s'agissait de ressortissants azerbaïdjanais revenus d'Iran. Le même jour, l'Azerbaïdjan a fermé ses frontières avec l'Iran pendant deux semaines. Depuis le 4 mars, l'Azerbaïdjan a également cessé de laisser entrer des camions et des importations en provenance d'Iran. Le 11 mars, les responsables de l'État ont confirmé deux nouveaux cas, l'un d'une femme qui venait d'Iran et l'autre d'un étudiant rentrant d'Italie. Il y a eu 15 cas confirmés le 11 mars en Azerbaïdjan.
Au 13 mars, quatre autres cas avaient été confirmés, portant le total à 19. Ils ont tous une histoire de voyage en provenance d'Iran et d'Italie.

### Bahreïn
Le premier cas de Covid-19 à Bahreïn est confirmé le 21 février 2020. Il s'agit d'un conducteur de bus arrivé par avion depuis l'Iran via Dubaï.

### Bangladesh
Le 6 mars, le premier cas dans le pays a été confirmé.

### Birmanie
Le 23 mars, la Birmanie a confirmé ses premier et deuxième cas de Covid-19.

### Brunei
Le 9 mars, le ministère de la santé a confirmé qu'un test préliminaire de coronavirus était revenu positif pour un homme de 53 ans qui était revenu de Kuala Lumpur, en Malaisie, le 3 mars. Le patient a été transféré au Centre national d'isolement de Tutong pour y être soigné.

### Cambodge

Carte de l'épidémie au Cambodge

Le 27 janvier, le Cambodge a confirmé le premier cas de Covid-19 à Sihanoukville, un Chinois de 60 ans, Jia Jianhua, se rendant dans la ville côtière de Wuhan avec sa famille le 23 janvier. Trois autres membres de sa famille ont été placés en quarantaine car ils ne semblaient pas présenter de symptômes, tandis qu'il a été placé dans une pièce séparée à l'hôpital de référence de Preah Sihanouk,,. Le 10 février, après avoir été traité et gardé sous observation pendant deux semaines, il s'était complètement rétabli, a déclaré le ministère de la Santé en raison d'un test négatif pour la troisième fois par l'Institut Pasteur du Cambodge. La famille a finalement été renvoyée et a regagné son pays d'origine le lendemain, parmi les 80 ressortissants chinois arrivés à Sihanoukville sur le même vol que Jia, la plupart sont depuis rentrés en Chine, bien que la ville de Wuhan reste en quarantaine,.

### Chine

Cas Covid-19 en Chine continentale ventilés par province

Le gouvernement chinois a pu faire preuve de censure depuis le début de la crise quant à la propagation du coronavirus dans ce pays. Par ailleurs, le nombre de morts aurait été largement sous-évalué depuis longtemps. Au 7 mars, plus de 3 500 décès avaient été attribués à Covid-19 en Chine. Selon les autorités, la plupart des personnes décédées étaient plus âgées — environ 80 % des décès concernaient des personnes de plus de 60 ans, et 75 % avaient des problèmes de santé préexistants, notamment des maladies cardiovasculaires et du diabète.
Les premiers cas signalés, en décembre 2019, étaient des personnes travaillant au marché de gros de fruits de mer de Huanan, à Wuhan. La BBC puis l'agence Bloomberg s'en font l'écho début janvier 2020. La première contamination résulte plausiblement d'une transmission du virus d'un animal vers l'homme, probablement une chauve-souris. En effet, dans un document provisoire publié le 23 janvier sur les premiers résultats du séquençage du génome du virus, des membres de l'institut de virologie de Wuhan, de l'hôpital Jinyintan de Wuhan, de l'université de l'Académie chinoise des sciences et du Centre chinois de contrôle et de prévention des maladies de la province du Hubei exposent que le génome du virus SARS-CoV-2 est identique à 96 % à celui d'un coronavirus de chauve-souris. Deux jours plus tôt, dans Science China Life Sciences (nl) du 21 janvier, Dr Xintian Xu (Institut Pasteur de Shanghai) et ses collègues déclaraient que SARS-CoV-2 partageait un ancêtre commun avec les coronavirus et analogues du SARS-CoV, qui ressemblait au coronavirus de la chauve-souris HKU9-1.
Le rôle précis du marché de Huanan, à Wuhan, reste toutefois incertain puisque l'analyse épidémiologique des premiers cas recensés montre qu'ils ne concernent pas des patients ayant fréquenté ce marché. En outre, si une abondante diversité de faune sauvage y était vendue, il ne semble pas que cela ait été le cas de chauves-souris, qui par ailleurs ne sont pas consommées dans cette région contrairement à ce que prétendent des informations virales sur Internet.
Le 5 février, le directeur du Département de santé globale de l'institut Pasteur et professeur au Cnam, Arnaud Fontanet, épidémiologiste, déclare que le réservoir est une chauve-souris, et que l'introduction en population humaine du virus s'est faite à la mi-novembre grâce à un animal hôte intermédiaire du marché pour le moment inconnu.
Des chercheurs de l'université d'agriculture de Chine du Sud auraient trouvé 99 % de similitudes entre le coronavirus et les séquences du génome de virus trouvés sur les pangolins, d'après Chine nouvelle, l'agence de presse officielle, le 7 février.
Officiellement, au 27 janvier 2021, l'épidémie a fait 4 636 morts. Toutefois, de nombreux médias étrangers estiment que le gouvernement chinois a délibérément sous-estimé l'ampleur des cas d'infections et de décès,,.

### Corée du Nord
Le 23 janvier, des cas suspects à Sinuiju ont été mis en quarantaine. [Passage à actualiser]
La quarantaine est étendue à 30 jours pour les personnes à haut risque,.
Le 29 février, le dirigeant nord-coréen Kim Jong-un parle de « conséquences graves » si le virus venait à pénétrer dans le pays,. Pour éviter cela, des mesures drastiques sont mises en place, notamment la fermeture de l'intégralité des accès transfrontaliers ou encore l'interdiction de pêcher dans les rivières pour les personnes résidant à proximité de la frontière entre la Corée du Nord et la Corée du Sud.
Le 11 mars dans la matinée, le journal sud-coréen Daily NK (en) spécialisé sur la Corée du Nord publie la nouvelle que, selon une source nord-coréenne, 180 de ses soldats ont succombé au coronavirus à proximité de la frontière avec la Chine et que plusieurs milliers d'autres sont en quarantaine. En revanche, le gouvernement nord-coréen continue d'affirmer qu'il n'y a aucun cas de coronavirus repéré en Corée du Nord.
Certains rapports anonymes affirment que la Corée du Nord n'a pas réussi à endiguer la maladie et que l'ordre a été donné de « repérer et tirer », afin de dissimuler les cas signalés dans tout le pays. Des rumeurs ont également circulé selon lesquelles les premiers cas ont été signalés lorsque trois soldats ont été trouvés infectés, et qu'ils ont été abattus.
Le 12 mai 2022, la Corée du Nord a confirmé l'apparition officielle de la Covid-19 sur son sol et a imposé un confinement dans tout le pays.

### Corée du Sud
Le 31 janvier, la Corée du Sud rapatrie 367 de ses ressortissants à l'aide d'un Boeing 747 de Korean Air.
Le premier cas confirmé d' épidémie de coronavirus 2019 (Covid-19) en Corée du Sud a été annoncé le 20 janvier 2020.
Le 19 février, le nombre de cas confirmés a augmenté de 20 et le 20 février de 53, soit un total de 104, selon les Centers for Disease Control and Prevention Korea (KCDC), le bond soudain étant principalement attribué au "Patient No. 31 "qui a assisté à un rassemblement dans une église de Shincheonji de Jésus le Temple du Tabernacle de l' église Témoignage à Daegu.
Au 20 février, le nombre de cas confirmés en Corée du Sud était le troisième après la Chine et les infections sur le Diamond Princess. [réf. nécessaire] Au 24 février, le nombre de cas confirmés en Corée du Sud était le deuxième plus grand
À partir du vendredi 13 mars, le nombre de patients guéris en une journée a dépassé celui des nouvelles contaminations, grâce à une campagne massive de dépistage.
En Corée du Sud, plus de 66 650 personnes ont été testées dans la semaine suivant son premier cas de transmission communautaire, et la Corée du Sud a rapidement pu tester 10 000 personnes par jour.
La Corée du Sud a réussi à contrer l'épidémie grâce à dix mesures :
- une campagne de dépistage massive ;
- la priorité à la détection des foyers d'infection à un stade précoce ;
- une capacité de production de test diagnostique du SARS-CoV-2 colossales ;
- un bureau consacré aux maladies infectieuses ;
- des mesures innovantes ;
- un contrôle des infections importées ;
- des mesures de quarantaine strictes ;
- le port du masque ancré dans les mœurs ;
- un système de rationnement ;
- la responsabilisation des citoyens.

### Émirats arabes unis
Le premier cas aux Émirats arabes unis a été confirmé le 29 janvier,.

### Géorgie
Tous les vols en provenance de Chine et de Wuhan vers l'aéroport international de Tbilissi ont été annulés jusqu'au 27 janvier. [Passage à actualiser] Le ministère de la Santé a annoncé que tous les passagers arrivant de Chine seraient contrôlés. La Géorgie a également suspendu temporairement tous les vols à destination de l'Iran.
Le 26 février, la Géorgie a confirmé son premier cas de Covid-19. Un homme de 50 ans, revenu d'Iran en Géorgie, a été admis à l'hôpital des maladies infectieuses de Tbilissi. Il est revenu à la frontière géorgienne via l'Azerbaïdjan en taxi,,,
Le 28 février, la Géorgie a confirmé qu'une femme géorgienne de 31 ans qui s'était rendue en Italie avait un résultat positif et avait été admise à l'hôpital des maladies infectieuses de Tbilissi.
29 autres sont maintenus en isolement dans un hôpital de Tbilissi, le chef du Centre national géorgien de contrôle des maladies, Amiran Gamkrelidze, déclarant qu'il y avait une «forte probabilité» que certains d'entre eux soient infectés par le virus.
Le 5 mars, cinq personnes ont été testées positives pour le nouveau coronavirus Covid-19 en Géorgie, portant à neuf le nombre total de personnes infectées dans le pays. Le directeur du Centre national géorgien de lutte contre les maladies, Amiran Gamkrelidze, a fait cette annonce lors de la récente conférence de presse qui a suivi aujourd'hui. Il a dit que les cinq personnes appartiennent toutes au même groupe qui ont voyagé ensemble en Italie et sont retournées en Géorgie dimanche.
Le 7 mars, trois personnes ont été testées positives pour le nouveau coronavirus en Géorgie, portant à douze le nombre total de personnes infectées dans le pays. Le chef du Centre national géorgien de lutte contre les maladies, Amiran Gamkrelidze, a déclaré lors d'une conférence de presse le lendemain qu'il n'y avait toujours aucune raison de paniquer. L'un des individus infectés est le fils de Gamkrelidze, Nikoloz. Gamkrelidze a écrit sur son Facebook qu'il avait contracté la maladie d'un collègue, qui a été testé positif pour Covid-19 mercredi. La Géorgie a suspendu ses vols directs avec l'Italie afin d'empêcher la propagation du coronavirus dans le pays. Le coronavirus en Géorgie a été principalement détecté chez des passagers ayant voyagé récemment en Italie.

### Hong Kong
Au 1er mars, le Centre de Hong Kong pour la protection de la santé (Centre for Health Protection) avait identifié 100 cas (dont deux cas suspects récupérés) à Hong Kong, avec 36 patients récupérés depuis et 2 décédés,,.

### Inde

Carte de l'épidémie en Inde

Le gouvernement indien a émis un avis aux voyageurs à l'intention de ses citoyens, en particulier pour Wuhan, où environ 500 étudiants en médecine indiens étudient. Il a ordonné à sept grands aéroports internationaux d'effectuer un contrôle thermique des passagers en provenance de Chine,.
Le 30 janvier, l'Inde a confirmé son premier cas chez un étudiant qui était revenu de l'Université de Wuhan au Kerala. Début février, deux autres cas ont été confirmés au Kerala chez des personnes qui se trouvaient également en Chine. Tous les trois se sont rétablis avec succès.
105 personnes ont été placées en quarantaine dans le Maharashtra pour une éventuelle exposition au virus, dont quatre ont été gardées en observation, au 1er mars, le reste ayant été libéré. Un autre cas suspect a été détecté à l' aéroport de Mumbai le 1er mars.
Le 2 mars, trois autres personnes ont été testées positives, portant à six le nombre de cas confirmés dans le pays. 16 touristes italiens avec leur chauffeur de taxi et six personnes à Agra ont été nouvellement testés positifs. Entre le 3 février et le 1er mars, l'Inde a connu une phase calme en ce qui concerne l'épidémie mondiale de coronavirus car aucun nouveau cas n'a été signalé. Mais les choses ont changé rapidement depuis lors, entre le 2 et le 10 mars, 47 personnes ont été testées positives pour Covid-19. Ces cas ont été signalés au Kerala, au Tamil Nadu, à Telangana, au Maharashtra, au Karnataka, à l'Uttar Pradesh, à Delhi, au Bengale occidental, au Rajasthan, à Haryana, au J&K, au Punjab et au Ladakh, soit un total de 75 cas confirmés au 12 mars. Le 12 mars, l'Inde a confirmé son premier décès en raison de Covid-19, un homme de 76 ans originaire du Karnataka.
Le nombre total de cas confirmés de coronavirus en Inde est passé à 482 avec 36 guérisons et neuf décès signalés au 24 mars 2020,.
| #    | Date         | Âge | Le sexe  | Nationalité |
| ---- | ------------ | --- | -------- | ----------- |
| 1    | 10 mars 2020 | 76  | Masculin | Indien      |
| 2    | 13 mars 2020 | 68  | Femme    | Indien      |
| 3    | 18 mars 2020 | 64  | Masculin | Indien      |
| 4    | 19 mars 2020 | 72  | Masculin | Indien      |
| 5    | 20 mars 2020 | 69  | Masculin | italien     |
| 6    | 21 mars 2020 | 38  | Masculin | Indien      |
| sept | 22 mars 2020 | 63  | Masculin | Indien      |

### Indonésie

Covid-19 en Indonésie

Les deux premiers cas dans le pays ont été confirmés le 2 mars. Au 23 mars, 579 cas avaient été confirmés, 49 décès et 30 guérisons,.

### Iran

Covid-19 en Iran

Alors que l'Iran était officiellement indemne jusqu'au 19 février, le pays est devenu en quelques jours l'un des principaux foyers épidémiques hors de la république populaire de Chine, suscitant de nombreuses critiques, interprétations et polémiques. Les frontières avec l'Irak, la Turquie, l'Afghanistan et d'autres voisins sont fermées.
Le 25 février, Ali Rabiei, et Iraj Harirchi, vice-ministre de la Santé, annoncent que plus de 90 personnes sont atteintes du coronavirus. Le lendemain, Iraj Harirchi et Mahmoud Sadégui, un parlementaire, annoncent avoir été testés positifs au coronavirus.
Le 27 février, Masoumeh Ebtekar, vice-présidente, est testée positive au coronavirus. Décès de Hadi Khosroshahi, un ancien ambassadeur iranien au Vatican.
Le 28 février, Mohammad Ali Ramdani Destak (fa) (56 ans), député au Madjles et vétéran de la guerre contre l'Irak, meurt de la Covid-19 à Astaneh-ye Achrafiyeh une semaine après sa réélection.
Le 2 mars, Mohammad Mirmohammadi (fa) (71 ans), membre du Conseil de discernement et haut conseiller du guide suprême iranien Ali Khamenei, décède à l'hôpital Masih Daneshvari (fa) de Téhéran après avoir contracté le nouveau coronavirus.
Le 3 mars, le second vice-président du Madjles, Abdolreza Mesri (en), annonce que 23 députés (presque un dixième de la législature) ont été testés positifs au coronavirus.
Le 7 mars, décès de Fatemeh Rahbar.

### Irak
Le premier cas dans le pays a été confirmé le 22 février. Au 9 mars, il y avait eu 67 cas confirmés et sept décès.

### Israël
Fin janvier 2020, des Israéliens et des Chinois, de retour de Chine, ont été mis à l'isolement pour deux semaines, par crainte d'être infectés par le virus.
Dès début février, le Premier ministre Benyamin Netanyahou déclare avoir donné ordre a l'Institut de recherche biologique (en) de développer un vaccin contre le Covid-19.
Le 18 février, Benjamin Netanyahu déclare, dans une interview à la radio, que « jusqu'à présent, nous avons pu empêcher le virus d'entrer dans le pays »[réf. nécessaire].
Le 20 février, 11 passagers du paquebot de croisière Diamond Princess ont atterri en Israël, et mis immédiatement après à l'isolement.
Le 21 février, Israël a confirmé le premier cas de Covid-19.
Le 23 février, l'un des croisiéristes du Diamond Princess est découvert porteur du virus, puis un second le 28 février.
Le 22 février, on découvre qu'un groupe de pèlerins sud-coréens, en visite en Israël du 8 février au 15 février, ont été diagnostiqués porteurs du virus à leur retour en Corée. Le ministère de la Santé met en isolement familial toute personne qu'ils auraient rencontré durant leur voyage.
Le 27 février, le premier cas d'un malade de la Covid-19 est découvert. Un homme revenu d'Italie quatre jours plus tôt. Le ministre de l'Intérieur, Aryeh Deri, annonce l'interdiction de l'entrée des touristes italiens en Israël.
Fin février, le nombre d'Israéliens à l'isolement était de 5 630.
Selon des chercheurs de l'Institut de recherche biologique en Israël, les célébrations de Pourim, tenues les 10 et 11 mars, ont marqué un tournant dans l'épidémie du virus en Israël.
Au 15 mars, 200 cas avaient été confirmés.
Le 20 mars, la premier décès dû au virus est constaté: une personne âgée, infectée par l'assistante sociale de la résidence où il logeait, qui ignorait être porteuse. Le 24 mars, deux nouveaux décès sont constatés.
Au 16 avril, le nombre de cas vérifiés est de 12 591. 174 dans un état grave, 141 sont décédés et 2 624 se sont rétablis.

### Japon
Au 31 janvier, 400 Japonais sont rapatriés.
Le 27 février, le premier ministre japonais appelle à fermer les écoles publiques pour un mois.
Le 5 mars, le gouvernement renforce les restrictions d'entrée au Japon en décidant de placer en quarantaine pendant deux semaines les arrivants de Chine et Corée du Sud.
Le premier cas a été confirmé chez un ressortissant chinois de 30 ans qui s'était auparavant rendu à Wuhan, avait développé de la fièvre le 3 janvier et était rentré au Japon le 6 janvier. [réf. nécessaire]

### Jordanie
Le 2 mars, le premier cas dans le pays a été confirmé,.

### Kazakhstan
Les trois premiers cas de Covid-19 au Kazakhstan sont confirmés le 13 mars 2020. Il s'agit de citoyens du pays revenant d'Allemagne pour deux d'entre eux et hospitalisés à Almaty, et d'un autre revenant d'Italie et arrivé à Noursoultan.
Au 21 mars, il y avait 53 cas confirmés et aucun décès.

### Kirghizistan
Le 18 mars, les trois premiers cas dans le pays ont été confirmés.

### Koweït
Les trois premiers cas dans le pays sont confirmés par le Ministère de la Santé le 24 février 2020, tous de retour d'Iran : il s'agit d'un homme koweïtien de 53 ans, d'un saoudien de 61 ans et d'un jeune homme apatride. Deux autres cas sont annoncés plus tard dans la journée : il s'agit de deux femmes revenues par avion de Machhad en Iran.

### Laos
Les deux premiers cas de Covid-19 sont confirmés par les autorités le 24 mars 2020. Il s'agit d'un homme de 28 ans et d'une femme de 36 ans, travaillant tous deux dans le tourisme à Vientiane et ayant voyagé récemment.

### Liban
Le 21 février 2020, le Liban a confirmé le premier cas de Covid-19, une femme de 45 ans voyageant de Qom, en Iran, testée positive pour le SARS-CoV-2 et transférée dans un hôpital de Beyrouth.

### Macao
Les deux premiers cas de Covid-19 sont signalés à Macao le 22 janvier 2020. Il s'agit d'une femme de 52 ans et d'un homme de 66 ans, tous deux originaires de Wuhan.

### Malaisie
Le 24 janvier, huit ressortissants chinois ont été mis en quarantaine dans un hôtel de Johor Bahru après avoir été en contact avec une personne infectée à Singapour voisin. Malgré les premiers rapports faisant état de tests négatifs pour le virus, trois d'entre eux ont été confirmés infectés le 25 janvier,.
Le 16 février, le 15e patient infecté impliquant une ressortissante chinoise était complètement rétabli, devenant le 8e patient guéri du virus en Malaisie. Le lendemain, le premier Malais infecté se serait également rétabli, devenant le 9e guéri.
Au 21 mars, il y avait 1 030 cas confirmés, avec 3 décès.

### Maldives
Le 7 mars, les deux premiers cas dans le pays ont été confirmés.

### Mongolie
Le premier cas de Covid-19 en Mongolie est confirmé le 10 mars 2020. Il s'agit d'un homme français de 57 ans, arrivé par avion à Oulan-Bator depuis Moscou. Fiévreux depuis le 7 mars, il lui est demandé de s'isoler à Dornogovi.

### Népal

Carte de l'épidémie au Népal

Un étudiant népalais rentré de Wuhan est devenu le premier cas du pays et de l'Asie du Sud le 24 janvier, après l'envoi d'un échantillon au Centre collaborateur de l'OMS à Hong Kong,. Il a été libéré après l'amélioration de son état, et on lui a dit de se mettre en quarantaine à la maison. Un autre cas a été confirmé le 23 mars 2020. Une femme de 19 ans qui est revenue de France via le Qatar a été diagnostiquée positive du virus Corona à Katmandou, au Népal. Sa famille est en quarantaine. Elle est soignée à l'hôpital de Teku, Katmandou. Avec cela, deux cas du nouveau coronavirus ont été confirmés au Népal.

### Oman
Le 24 février 2020, les deux premiers cas dans le pays ont été confirmés,.

### Ouzbékistan
Le 15 mars, le premier cas dans le pays a été confirmé.

### Pakistan
Le gouvernement du Pakistan a commencé à contrôler les passagers des aéroports d’Islamabad, de Karachi, de Lahore et de Peshawar pour empêcher l’entrée de coronavirus dans le pays. Pakistan International Airlines a également annoncé une présélection des passagers avant de monter à bord de l'avion sur ses vols à l' aéroport international de Pékin. Le 27 janvier, le gouvernement de Gilgit Baltistan a décidé de retarder l'ouverture du point de passage frontalier sino-pakistanais au col de Khunjerab, prévue pour février. La frontière entre le Pakistan et l'Iran a également été fermée.
Le premier cas dans le pays a été confirmé le 26 février. Le 1er mars, deux autres cas de Covid-19 ont été confirmés à Karachi et à Islamabad, portant le total du pays à quatre. Les premier et deuxième patients signalés ont des antécédents de voyage en Iran, où les autorités sanitaires pensent qu'il a été infecté.
Le 3 mars, le Pakistan a confirmé son cinquième cas. Dans la province du Sindh, 960 personnes récemment rentrées chez elles après des pèlerinages en Iran ont été mises en quarantaine.
Le 6 mars, le Pakistan a confirmé qu'il s'agissait du sixième cas à Karachi. Le même jour également, le premier patient s'était rétabli de la Covid-19 à Karachi et a quitté l'hôpital. Le septième patient atteint de Covid-19 a été signalé à Karachi le 8 mars. Neuf nouveaux cas à Karachi ont été signalés le lendemain. Au 15 mars, le nombre total de personnes infectées est passé à 53, tandis que 2 se sont rétablies.
Au 17 mars, 212 cas de coronavirus avaient été signalés au Pakistan.
Au 19 mars, 380 cas confirmés et deux décès avaient été signalés au Pakistan.
Le 20 mars, le nombre de cas confirmés de coronavirus au Pakistan est passé à 454 après le Baloutchistan, le Punjab, le Sindh, le Gilgit-Baltistan et le   Khyber-Pakhtunkhwa a annoncé une augmentation de leurs totaux provinciaux. Deux décès ont été signalés jusqu'à présent.
Selon le communiqué publié par le ministère de la Santé du Sindh, 37 nouveaux cas de contagion sont apparus, portant le nombre total de cas de coronavirus à Sindh à 245 avec 151 à Sukkur, 93 à Karachi et un à Hyderabad. Parmi eux, trois des patients se sont complètement remis de la maladie mortelle. Le troisième patient, qui a été testé négatif pour le virus aujourd'hui, est un résident de Hyderabad et a été diagnostiqué à Karachi.
Au 22 mars 2020, le Pakistan signale 730 patients Covid-19 actifs, car ils scellent toutes les activités des compagnies aériennes internationales et imposent une interdiction de 15 jours au Sindh et une interdiction de 11 jours au Baloutchistan. Alors que le Pakistan luttait contre la crise économique, le Premier ministre pakistanais Khan a ordonné de distribuer les fonds inutilisés de la subvention de la Banque mondiale pour des projets d'infrastructure de 40 millions de dollars pour acheter des kits Covid-19.

### Palestine
Le 5 mars, sept cas ont été confirmés dans l' État de Palestine,.

### Philippines
Au 22 mars, il y avait eu 380 cas confirmés et 432 cas suspects de Covid-19 aux Philippines. Sur les 380 cas, 25 décès et 17 récupérations ont été enregistrés. Le premier cas dans le pays a été confirmé le 30 janvier. Il y a des soupçons de transmission communautaire dans le pays, car une personne sans antécédents de voyage à l'étranger a été infectée par la maladie.
En réponse à la pandémie, le gouvernement a imposé des mesures préventives, telles que des restrictions de voyage, des mesures de distanciation sociale et l'interdiction des rassemblements de masse. De plus, une quarantaine communautaire a été imposée dans la région de la capitale nationale. Il a ensuite été étendu à l'ensemble de Luzon et à ses îles associées, avec de nouvelles restrictions sur les déplacements de la population, affectant plus de 59 millions de personnes résidant sur l'île. Les provinces de Bohol, Bukidnon, Capiz, Davao de Oro, Iloilo, Lanao del Sur et Zamboanga del Norte ainsi que les villes et municipalités de Bacolod, Cebu, Cotabato, Davao, San Jose et Zamboanga ont également lancé des actions limitées ou communautaires. quarantaine.

### Russie
La Russie a mis en œuvre des mesures préventives pour freiner la propagation de la Covid-19 dans le pays en imposant des quarantaines, en effectuant des raids sur les porteurs potentiels de virus et en utilisant la reconnaissance faciale pour imposer des mesures de quarantaine.
Le 31 janvier, deux cas ont été confirmés, l'un dans l'oblast de Tioumen, l'autre dans le kraï de Zabaykalsky. Tous deux étaient des ressortissants chinois, qui se sont depuis rétablis.
Le 2 mars, le premier cas dans la région de Moscou a été confirmé.
Le 7 mars, quatre nouveaux cas ont été confirmés, trois à Lipetsk et un à Saint-Pétersbourg. Toutes les personnes ont visité l'Italie au cours des deux semaines précédentes.
Le 8 mars, trois nouveaux cas ont été confirmés, dans les oblasts de Moscou, de Belgorod et de Kaliningrad. Tous les gens sont revenus d'Italie.
Le 10 mars, le maire de Moscou, Sergueï Sobianine, a signé un décret interdisant les manifestations de masse à Moscou avec plus de 5 000 participants du 10 mars au 10 avril.

### Singapour
Le premier cas à Singapour a été confirmé le 23 janvier. Par la suite, les premiers cas transmis localement ont été signalés le 4 février. Yong Thai Hang, un magasin qui sert principalement des touristes chinois, a été identifié comme le lieu de l'infection, où quatre femmes sans histoire récente de voyage en Chine ont contracté le virus.
Au 23 mars, il y avait un total de 509 cas confirmés avec deux décès. Le même jour, 31 cas confirmés n'avaient pas été retracés dans une zone à haut risque ou une source locale de transmission.

### Sri Lanka
Le premier cas de Covid-19 au Sri Lanka est déclaré le 27 janvier 2020. Il s'agit d'une touriste chinoise de 44 ans, en provenance de la province de Hubei.

### Syrie
En raison de la Syrie qui fait déjà face à la guerre civile endémique, la crainte que la Syrie ne soit le pays le plus touché suscite des inquiétudes, à la suite d'un certain nombre de cas trouvés en Irak, au Liban et en Jordanie voisins, et de l'effondrement du système de santé à la suite de la guerre civile. Le pays doit également faire face à des sanctions financières imposées par les États-Unis, qui nuisent à l’importation de matériel médical. Le 2 mars, le gouvernement du Kurdistan irakien, en rare collaboration avec son homologue syrien, a ordonné la fermeture complète de la frontière syro-irakienne pour enrayer la propagation.
Le premier cas en Syrie a été confirmé le 22 mars.

### Tadjikistan
Le Tadjikistan a initialement bloqué l'entrée de ressortissants de 35 pays, dont le Royaume-Uni, les États-Unis et le Canada. Le 3 mars 2020, le Tadjikistan a réduit l'interdiction à cinq pays: la Chine, l'Iran, l'Afghanistan, la Corée du Sud et l'Italie. Le 4 mars, certaines mosquées de la capitale Douchanbé ont demandé aux fidèles de ne pas assister aux prières du vendredi. Une ruée vers le stockage des aliments a entraîné des hausses de prix et des pénuries de farine et d'autres denrées de base. Le 5 mars, le ministère de la Santé et des Affaires sociales a déclaré qu'il y avait suffisamment de nourriture au Tadjikistan pour nourrir la population du pays pendant deux ans. Le président Emomali Rahmon a assuré aux Tadjiks qu'il n'était pas nécessaire de paniquer pour acheter de la nourriture, mais le stockage s'est poursuivi. Le Tadjikistan a demandé aux gens d'éviter les rassemblements publics et la fréquentation des mosquées. Au 10 mars, 1 583 citoyens tadjiks arrivés de Chine, de Corée du Sud, du Japon, d'Italie, d'Iran et d'Afghanistan après le 1er février avaient été mis en quarantaine et 1 147 avaient déjà été libérés. Aucun cas de coronavirus n'a été confirmé dans le pays. Au 14 mars, 1 603 citoyens tadjiks arrivés de Chine, de Corée du Sud, du Japon, d'Italie, d'Iran et d'Afghanistan après le 1er février avaient été mis en quarantaine et 1 280 avaient déjà été libérés. Aucun cas de coronavirus n'a été confirmé dans le pays. Au 18 mars, aucun cas d'infection à coronavirus n'avait été confirmé au Tadjikistan et le projet de célébrer Nowruz n'avait pas été annulé. Fin mars, la fermeture des frontières en Russie et en Asie centrale empêchait les travailleurs migrants saisonniers tadjiks de se rendre sur leur lieu de travail. Au 18 mars, 1 890 citoyens tadjiks arrivés de pays étrangers après le 1er février avaient été mis en quarantaine et 1 426 avaient déjà été libérés. Le ministère de la Santé a appelé la population du pays « à ne pas croire à de fausses rumeurs concernant la confirmation des cas de coronavirus au Tadjikistan ».
Le 30 avril, les premiers cas officiels de contamination sont relevés par le ministère de la Santé suivi deux jours plus tard par deux premiers décès.

### Taïwan
Le premier cas à Taiwan a été confirmé le 21 janvier,.
Taïwan gère le coronavirus de manière exemplaire. Le pays a en effet tiré les leçons de l'épidémie de SRAS de 2002-2004. À cette époque, le Centre de commandement national de la santé (NHCC) avait en effet été créé, afin de gérer toute crise de ce genre au niveau national. Malgré le contexte de proximité et d'échange avec le Chine continentale, le pays ne comptait le jeudi 5 mars 2020 que 44 cas de contamination et un seul décès dû au virus.
Le 23 mars, l'île compte 195 cas du nouveau coronavirus, dont deux décès, et après le retour de voyageurs de zones contaminées des risques d'augmentation persistent. Un homme qui a brisé sa quarantaine à domicile pour aller en boîte de nuit, se voit infliger une amende d'un million de dollars taïwanais (30 900 €). Celle-ci aurait pu être doublée s'il avait en plus pris les transports en commun.

### Thaïlande
Le 13 janvier, la Thaïlande a eu son premier cas, également le premier hors de Chine,,.

### Timor oriental
Le 20 mars, le Timor oriental a confirmé son premier cas de Covid-19.
Le 1er mars, le premier décès confirmé en Thaïlande a été signalé.
Au 16 mars, il y avait au total 147 cas confirmés avec un décès, 108 personnes hospitalisées et 38 sorties de l'hôpital.

### Turquie
Le 11 mars 2020 (UTC + 03: 00), le ministre de la Santé Fahrettin Koca a annoncé qu'un Turc qui avait contracté le virus lors d'un voyage en Europe était le premier cas de coronavirus du pays.
Le 12 mars 2020, le gouvernement turc a annoncé que les écoles primaires, collèges, lycées et universités en Turquie seraient fermées à partir du 16 mars 2020

### Vietnam
Entre le 23 janvier et le 25 février, 16 patients ont été découverts, principalement liés à un groupe de travailleurs rentrés de Wuhan et à leurs proches. Parmi les autres figurent deux ressortissants chinois, une réceptionniste vietnamienne qui a eu des contacts avec eux et un Américain d'origine vietnamienne qui a fait une escale de deux heures à Wuhan lors d'un voyage en provenance des États-Unis. Au 25 février, les 16 cas avaient été récupérés,,,,.
Le 6 mars, 28 patients ont été annoncés par le ministère vietnamien de la Santé. La plupart des cas sont liés au «patient numéro 17», au vol VN0054 de Londres à Hanoi avec ses passagers et au «patient numéro 34». Le seul cas sans rapport avec tous les nouveaux clusters mentionnés est un travailleur vietnamien de retour de Daegu.

### Yémen
Le 29 février, le premier cas d'infection à coronavirus semble se trouver dans la capitale, Sanaa, qui est sous le contrôle des Houthis. Cependant, il n'a été reconnu ni par le ministère de la Santé soutenu par le gouvernement yéménite ni par son homologue houthi. Le Yémen est considéré comme extrêmement vulnérable, étant donné la guerre civile actuelle qui a balayé le pays, exacerbée par la famine et l'épidémie de choléra.
Le premier cas officiel de contamination est révélé le 10 avril. La coalition dirigée par les Saoudiens a décrété le 9 avril un cessez-le-feu unilatéral de deux semaines afin d'éviter la propagation du coronavirus au Yémen

## Prévention dans d'autres pays
L'ensemble des pays, bien qu'officiellement sans contamination, font toutefois l'objet de suspicions de la part des autorités internationales.

### Turkménistan
Le 29 février, le Turkménistan a refusé l'entrée des citoyens des pays touchés par le virus. Le 5 mars, trois voyageurs étrangers, dont deux diplomates d'un pays arabe, se sont vu refuser l'entrée lorsqu'ils ont quitté Almaty. Leur vol a été dérouté vers le Türkmenabat. Après avoir atteint Achgabat, ils ont tous été embarqués pour Istanbul.
À partir de mars 2020, afin de prévenir l'importation et la propagation de l'infection à coronavirus, tous les aéronefs arrivant au Turkménistan depuis l'étranger sont redirigés vers l' aéroport international de Turkmenabat, Les passagers arrivant de l'extérieur du Turkménistan effectuent toutes les études nécessaires, en particulier, la température corporelle est mesurée. Un mécanisme d'accouchement a été mis en place si nécessaire des patients dans un hôpital pour maladies infectieuses. Le centre médical de l'aéroport est équipé d'équipements de protection individuelle. Après avoir passé un examen médical, l'avion, avec les passagers à bord, part pour Achgabat. Les départs du Turkménistan sont effectués depuis l'aéroport international d'Achgabat.
Les personnes autorisées uniquement à des fins diplomatiques, officielles ou humanitaires sont autorisées à entrer sur le territoire du Turkménistan. La plupart des compagnies aériennes étrangères ont annulé leurs vols vers le Turkménistan en raison du déchargement important de passagers.